# Stadhuis van Tholen
Het Stadhuis van Tholen is het voormalige stadhuis van de stad Tholen in de Nederlandse provincie Zeeland.

## Omschrijving
Het voormalige stadhuis aan de Hoogstraat 12 is gebouwd in een laatgotische stijl. De betrekkelijk smalle natuurstenen gevel is voorzien van kantelen, waarop zich leeuwen bevinden die elk een wapenschild dragen. Hierboven rijst een zeshoekig torentje. De gevel bevat acht beeldnissen, maar waarschijnlijk hebben daar nooit beelden in gestaan. Voor het pand bevindt zich een bordes met trap in Lodewijk XV-stijl.
Het interieur omvat een grote hal en een overwelfd deel dat de onderbouw van het torentje vormt. In het gebouw bevindt zich een beulszwaard uit de 2e helft van de 16e eeuw, een schilderij Het laatste oordeel van omstreeks 1530, en een schilderij Salomo's oordeel van 1618.

## Geschiedenis
Het stadhuis werd gebouwd omstreeks 1475, dat is na de grote stadsbrand van 1452. Voordien stond een schepenhuis op dezelfde plaats. Het is niet precies bekend wie de bouwmeester was, mogelijk was dit Andries Keldermans of Everaert Spoorwater. 
De bordes met trap in Lodewijk XV-stijl werd in 1758 toegevoegd. Dit was een ontwerp van Lodewijk Muts. 
In het torentje hangt een carillon waarvan de oudste klok uit 1458 stamt. Tussen 1624-1627 werden nog negen klokken toegevoegd, gegoten door Michael Burgerhuys. Ook omstreeks 1955 en in 1987 werden nog klokken toegevoegd.
De naastgelegen panden werden in de 18e eeuw aan het stadhuis toegevoegd. Zo werd het rechter pand, dat uit de 17e eeuw stamt, in 1764 aangekocht. Het linker pand was 18e-eeuws en werd in 1884 grotendeels afgebroken, op één travee na.